# Yongdzin Lobsang Pelden
Yongdzin Lobsang Pelden (tib.: yongs 'dzin blo bzang dpal ldan; geb. 1881 in Tongren (Rebkong), Amdo; gest. 1944) alias Giteng Rinpoche war ein bedeutender tibetischer Literat, Philosoph und buddhistischer Mönchsgelehrter aus der Gelug-Schule des tibetischen Buddhismus. Seine Wirkungsstätte war das Giteng-Kloster (sgis steng dga' ldan chos 'phel gling) in Amdo. Zu seinen im Westen bekanntesten Werken zählt Pho nya gzhon nu Don grub (Döndrub der junge Kurier).
Seine gesammelten literarischen Werke und Briefe erschienen 1983 in Xining.